# Oberstaufen Cup 2012
L'Oberstaufen Cup 2012 è stato un torneo professionistico di tennis giocato sulla terra rossa. È stata la 21ª edizione del torneo che fa parte dell'ATP Challenger Tour nell'ambito dell'ATP Challenger Tour 2012. Si è giocato Oberstaufen in Germania dal 23 al 29 luglio 2012.

## Partecipanti

### Teste di serie
| Nazionalità | Giocatore               | Ranking* | Testa di serie |
| ----------- | ----------------------- | -------- | -------------- |
| Spagna      | Daniel Gimeno Traver    | 99       | 1              |
| Germania    | Matthias Bachinger      | 115      | 2              |
| Russia      | Andrej Kuznecov         | 128      | 3              |
| Francia     | Guillaume Rufin         | 131      | 4              |
| Spagna      | Daniel Muñoz de la Nava | 142      | 5              |
| Argentina   | Martín Alund            | 151      | 6              |
| Spagna      | Arnau Brugués-Davi      | 169      | 7              |
| Argentina   | Diego Junqueira         | 186      | 8              |

- Ranking al 16 luglio 2012.

### Altri partecipanti
Giocatori che hanno ricevuto una wild card:
- Daniel Baumann
- Robin Kern
- Bastian Knittel
- Kevin Krawietz

Giocatori passati dalle qualificazioni:
- Antoine Benneteau
- Andrei Dăescu
- Nils Langer
- Marek Semjan

## Campioni

### Singolare
- Dominik Meffert ha battuto in finale  Nils Langer con il punteggio di 6–4, 6–3

### Doppio
- Andrei Dăescu /  Florin Mergea hanno battuto in finale  Andrej Kuznecov /  Jose Rubin Statham con il punteggio di 7–6(4), 7–6(1)